# Armin Niederer
Armin Niederer (28 febbraio 1987) è un ex sciatore freestyle svizzero, specializzato nella disciplina dello ski cross.

## Biografia
In Coppa del Mondo ha esordito il 10 gennaio 2007 a Flaine (27º), ha ottenuto il primo podio il 20 marzo 2009 a La Plagne (2º) e la prima vittoria l'8 dicembre 2012 a Nakiska.
In carriera ha partecipato a un'edizione dei Giochi olimpici invernali, Soči 2014 (7º nello ski cross), e a quattro dei Campionati mondiali (7º a Kreischberg 2015 il miglior risultato).

## Palmarès

### Mondiali juniores
- 1 medaglia
  - 1 bronzo (ski cross a Airolo 2007)

### Coppa del Mondo
- Miglior piazzamento in classifica generale: 8º nel 2013.
- 14 podi:
  - 3 vittorie
  - 4 secondi posti
  - 7 terzi posti

#### Coppa del Mondo - vittorie
| Data             | Luogo          | Paese   | Disciplina |
| ---------------- | -------------- | ------- | ---------- |
| 8 dicembre 2012  | Nakiska        | Canada  | SX         |
| 19 dicembre 2012 | Val Thorens    | Francia | SX         |
| 14 gennaio 2017  | Malles Venosta | Italia  | SX         |

Legenda:

SX = ski cross

### Campionati svizzeri
- 5 medaglie[1]:
  - 2 ori (ski cross nel 2012; ski cross nel 2014);
  - 1 argento (ski cross nel 2013);
  - 2 bronzi (ski cross nel 2011; ski cross nel 2015).